# Jacques-Antoine Moerenhout
Pour les articles homonymes, voir Moerenhout.
Jacques-Antoine Moerenhout, né le 17 janvier 1796 à Ekeren alors département français des Deux-Nèthes en Belgique et mort le 11 juillet 1879 à Los Angeles en Californie, est un commerçant, un explorateur, un ethnologue et un diplomate franco-belge. Il joua un rôle crucial dans l'établissement de la souveraineté française sur les territoires de Polynésie en 1842.

## Biographie

### Jeunesse et formation
Jacques-Antoine Moerenhout naît selon les sources entre 1796 et 1797 dans les départements français de Belgique annexée en 1795. À ce titre, il possède de facto la nationalité française. Il quitte son village natal vers 1810 et se rend à Anvers. Grand admirateur de Napoléon Ier et bon dessinateur c'est sous cette qualification qu'il intègre encore adolescent les troupes françaises de la Grande Armée en 1812 dans un bataillon de sapeurs. Après la chute de l'empereur, il se rend à Paris en 1817 afin d'intégrer, avec son frère Joseph Moerenhout (1801-1875), l'École des beaux-arts. Contrairement à son frère, qui deviendra élève de Carle Vernet et un peintre secondaire reconnu à La Haye, Jacques-Antoine Moerenhout abandonne l'institution et décide de rentrer à Anvers pour travailler dans des maisons de commerce. Rêvant de voyages, il s'embarque dix ans plus tard pour l'Amérique du Sud où il devient le secrétaire du consul hollandais à Valparaíso au Chili, puis consul intérimaire durant quelques mois.

### Commerce et exploration de la Polynésie

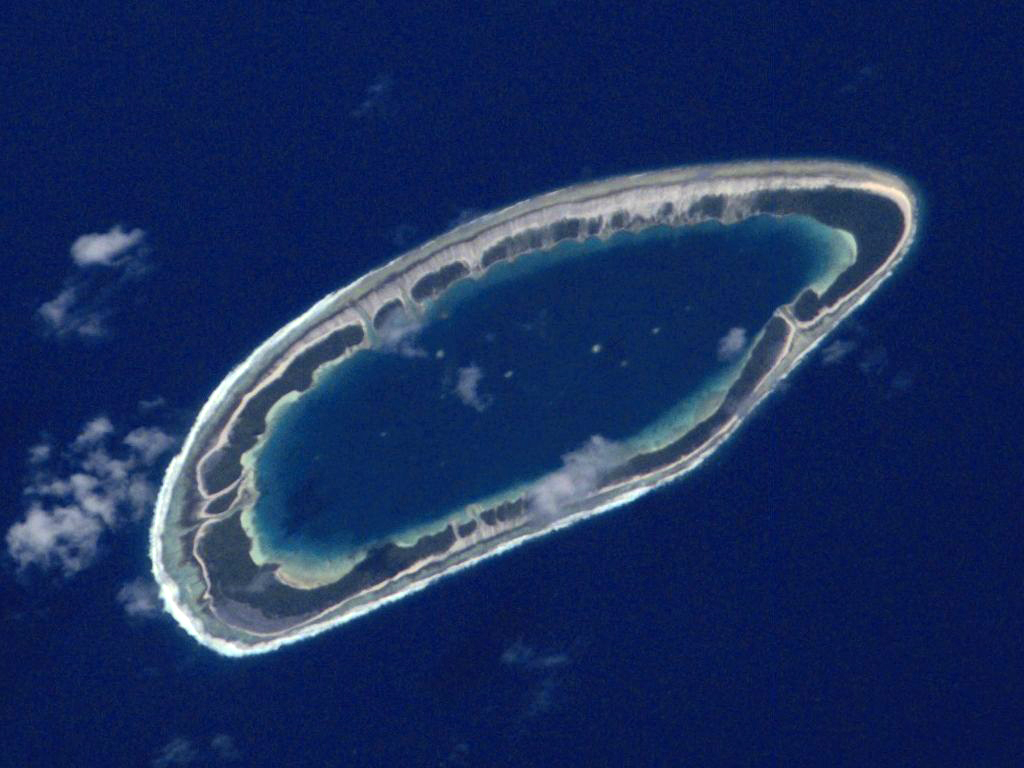
L'atoll de Maria Est dans les Tuamotu découvert par Jacques-Antoine Moerenhout en 1829.

De 1829 à 1834, Jacques-Antoine Moerenhout réalise depuis le Chili trois voyages en Polynésie et séjourne à Papeete, à des fins commerciales et documentaires pour réaliser des portraits ethnographiques des autochtones et de leurs coutumes. Durant cette période, il visite lors de son premier voyage, sur la goélette Volador, l'île Pitcairn et les Tuamotu où il est le premier Européen à faire mention en mars 1829 de l'atoll de Maria Est encore inconnu,, puis s'arrête à Tubuai et enfin dans les îles de la Société. Pour son deuxième voyage de fin 1830, il s'arrête à l'île de Pâques, passe par un certain nombre d'atolls connus des Tuamotu et continue en 1831 au nord des îles Sous-le-Vent. Son troisième voyage débute en janvier 1834, passe par Ducie et l'île Elizabeth, le mène à Mangareva dans les îles Gambier, puis à Rapa et Raivavae dans les îles Australes – où il fait une description des procédés locaux d'embaumement –, pour se terminer à Tahiti.
Tous ces voyages ont pour but de réaliser un commerce de perles et de nacres, ainsi que d'arrow-root donnée à cultiver aux Polynésiens, dans un réseau d'atolls situés sur la route de Valparaíso au Chili où Jacques-Antoine Moerenhout négocie ses marchandises et achète en retour denrées, vêtements et ustensiles pour paiement des indigènes tahitiens. 
Durant cette période ses affaires ne sont pas très florissantes, perdant ses navires et ses investissements (notamment dans ses tentatives de plantation de canne à sucre), mais il réussit d'abord à bien connaître la population, les traditions et les mœurs polynésiennes, à établir d'importants contacts locaux, et à fonder à Tahiti le réel premier établissement de négoce, constituant alors un monopole, ce qui lui permet de devenir vers 1835 l'un des Européens les plus riches et les plus influents du Pacifique. Cela entraîne également d'importants conflits d'opinions et d'intérêts avec certains missionnaires protestants, notamment le pasteur britannique George Pritchard, venus évangéliser les îles.

### Carrière de diplomate

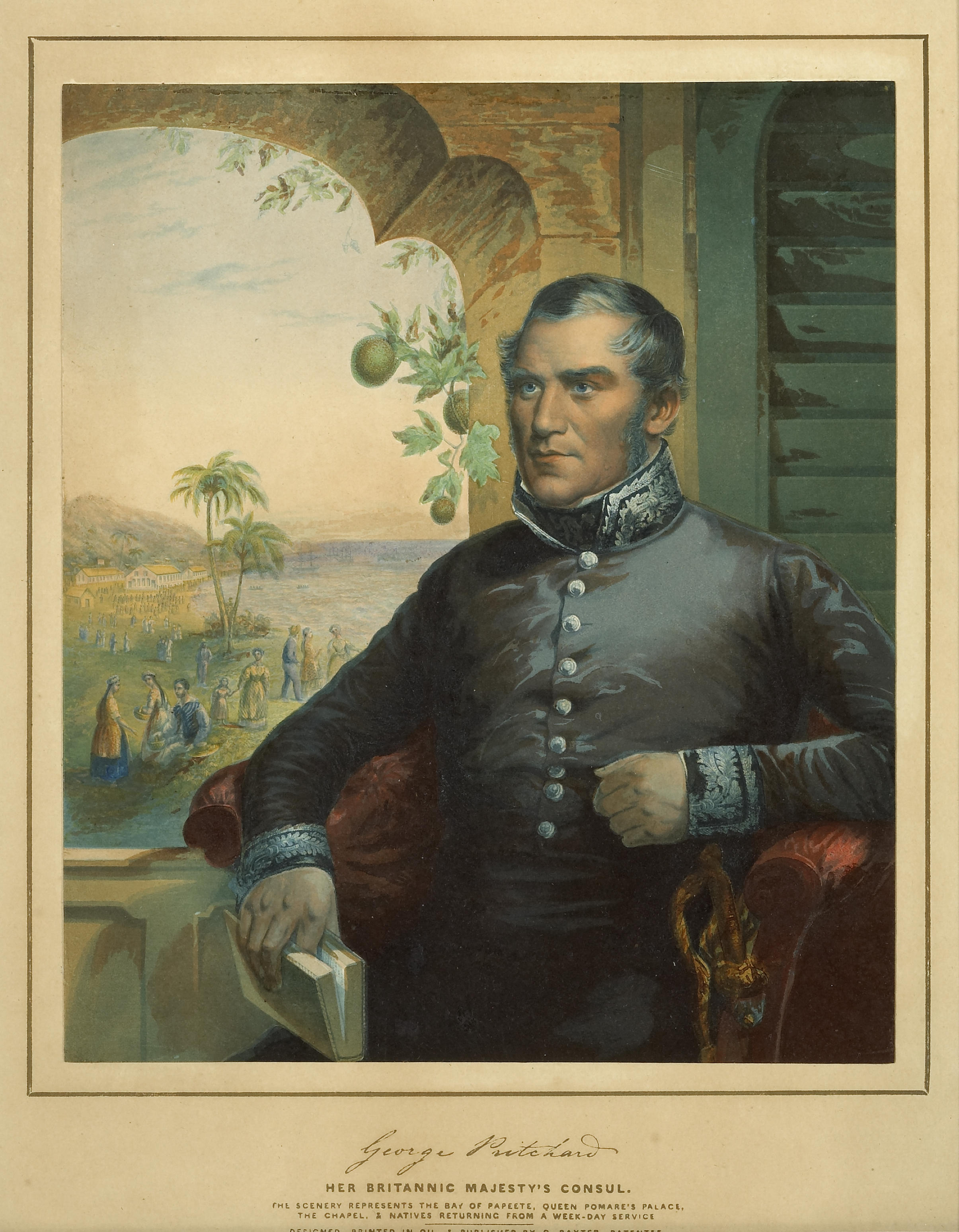
Le consul britannique George Pritchard en 1845.

En retournant vers la France, il s'arrête dans la capitale américaine Washington en 1834 et réussit à obtenir du gouvernement américain un poste de consul des États-Unis à Papeete au début de l'année 1835. Il favorise alors les missions des prêtres catholiques Honoré Laval et François Caret de l'ordre des Pères et religieuses des Sacrés-Cœurs de Picpus jusqu'à leur expulsion de Polynésie la même année par la reine Pomare IV sous l'influence des chefs de clan et du missionnaire méthodiste britannique George Pritchard. Il assume ses fonctions de consul pour les États-Unis jusqu'en 1836 avant d'être remplacé par un Américain. 
Jacques-Antoine Moerenhout œuvre dès lors activement à l'implantation de la France dans ces territoires du Pacifique notamment en faisant signer des traités de protectorat français aux chefs de tribus locales. Conseiller du contre-amiral Abel Aubert du Petit-Thouars, il le convainc en 1842 d'entreprendre l'annexion de Tahiti et de signer un traité avec la reine Pomare IV qui marque le début de l'administration de la France sur la Polynésie française. Jacques-Antoine Moerenhout est alors nommé consul français à Tahiti de 1842 à 1843 avant d'être remplacé par Armand Joseph Bruat, dont il devient le directeur des « Affaires indigènes » et l'un des plus proches collaborateurs. Ainsi c'est lui qui, nommé directeur de la police lors de l'insurrection tahitienne, inspire l'expulsion du missionnaire anglais, devenu consul, George Pritchard, en mars 1844, ce qui conduit à une crise (dite « affaire Pritchard ») avec le Royaume-Uni.
À la suite de la crise avec l'Angleterre et grâce à Abel Aubert du Petit-Thouars, Jacques-Antoine Moerenhout est nommé en 1845 au consulat de France à Monterey en Californie – alors mexicaine –, puis à celui de San Francisco lors du rattachement de la province aux États-Unis. Pendant ces années clés de 1845 à 1856, il assiste à l'incroyable « ruée vers l'or en Californie » dont il donne un témoignage au travers de ses notes diplomatiques officielles, publiées de manière posthume en 1935. Il occupe différents postes consulaires en Californie jusqu'en 1856, notamment en devenant le premier consul français à Los Angeles, avant d'y fonder une société de bienfaisance française en 1859, ville où il meurt vingt ans plus tard, en 1879, dans sa maison de Main Street,.
Son ouvrage Voyage aux îles du Grand Océan paru en 1837 a une grande importance dans l'attrait de Paul Gauguin pour la Polynésie.

## Postérité
Outre le nom alternatif d'île Moerenhout donné par Jules Dumont d'Urville en 1838 à l'atoll de Maria aux Tuamotu, il existe une rue Jacques-Moerenhout à Papeete à Tahiti ainsi qu'une autre rue dans le quartier d'Ekeren à Anvers en Belgique.

## Ouvrages
- (en) Tahiti, and the Pitcairn Islanders, 1832.
- Voyage aux îles du Grand Océan, 1837, Adrien Maisonneuve éditeur, Paris[16]
- (en) The Inside Story of the Gold Rush by Jacques-Antoine Moerenhout, rédigé par Abraham Phineas Nasatir et George Ezra Dane, éditions de la California Historical Society, 1935.